# Senolíticos

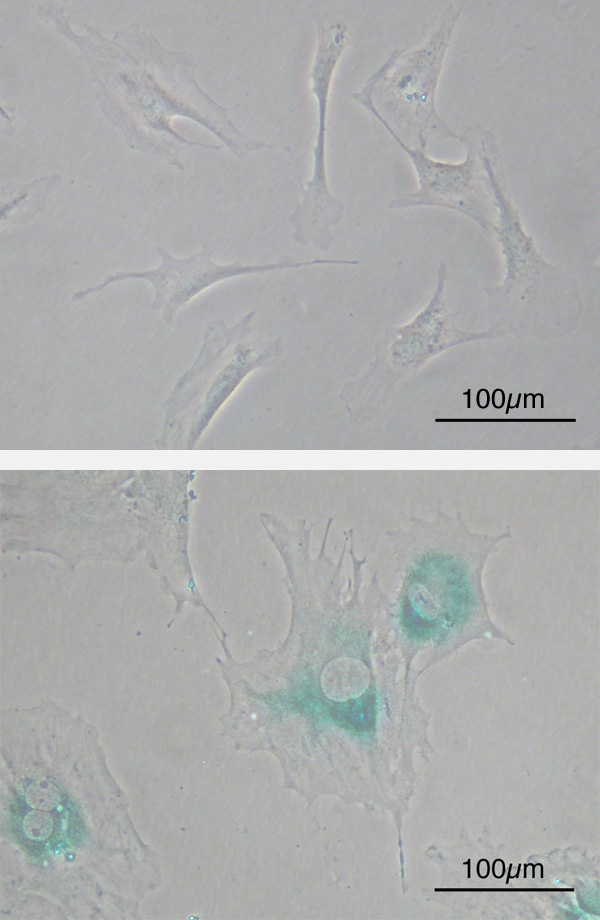
Senescencia celular
(arriba) Células primarias de fibroblastos de embriones de ratón (FERs) antes de la senescencia. Fusiformes.
(abajo) Los FERs se volvieron senescentes después de varios pasos. Las células se hicieron más grandes, se aplanaron y expresaron β-galactosidasa a pH ácido (áreas azules), un marcador de senescencia celular.

Los senolíticos son fármacos que inducen selectivamente la muerte de células senescentes. 
Las células senescentes son aquellas que han dejado de dividirse. Se acumulan en cuerpos envejecidos y aceleran el proceso de envejecimiento. Experimentos en ratones han demostrado que la eliminación de las células senescentes retrasa la edad de aparición de enfermedades. Las células senescentes son similares a las células cancerígenas en cuanto tienen incrementada la expresión de las llamadas redes de genes pro-supervivencia, que las ayudan a resistir la apoptosis (muerte celular programada).
En ratones, el mayor efecto antienvejecimiento se consiguió con una combinación de dos compuestos senolíticos. En 2023, un equipo de la Universidad de Edimburgo y el Instituto de Biomedicina y Biotecnología de Cantabria descubrió tres senolíticos usando algoritmos de Inteligencia Artificial.

## Dasatinib
El dasatinib es un medicamento contra el cáncer. El dasatinib eliminó las células senescentes progenitoras de células grasas humanas.

## Quercetina
La quercetina es un compuesto natural que actúa como un antihistamínico y antiinflamatorio. La quercetina elimina las células endoteliales senescentes humanas y células madre de médula ósea de ratones.